# Ponte de Ohnaruto
A Ponte de Ohnaruto' ou Grande Ponte de Naruto (em japonês: 大鸣门桥, Ōnaruto-kyō?) é uma ponte pênsil na rota ligando Kobe com Naruto, Tokushima, no Japão. Concluída em 1985, seu principal vão tem 876 metros, ganhando o título de 25.º maior vão de ponte do mundo. Embora seja uma das maiores pontes do mundo, é excedida pela Ponte Akashi Kaikyo, que está na mesma rota. Em 2004, 6,8 milhões de carros e caminhões atravessaram esta ponte, traduzindo-se uma média diária de cerca de 18,6 mil.
Tem sido gerida pela rodovia Honshu-Shikoku, tornando-se a pedra angular do tráfego de Shikoku e Kinki.

## Resumo
O seu vão principal tem 876 metros, tornando-o na 25.º mais longo vão de ponte do mundo. Embora seja uma das maiores pontes do mundo, é excedida pela Ponte Akashi Kaikyo, que está na mesma rota.
Em 2004, 6,8 milhões de carros e caminhões atravessaram esta ponte, traduzindo-se uma média diária de cerca de 18,6 mil. Para evitar afetar os redemoinhos de Naruto, um método especial chamado método de fundação Tahashira é adotado. 
É um dos destinos turísticos que representa a Prefeitura de Tokushima, do lado de Naruto para a vizinhança do cais, e os recursos do "vortex da estrada", que é um passeio de a extensão de cerca de 450m, que é instalado na parte inferior da viga da ponte, do observatório Naruto Estreito de panorama, pode ser vista para os redemoinhos de Naruto para 45m debaixo dos pés. Esta ponte, juntamente com os redemoinhos de Naruto são amados por moradores como um edifício típico de Tokushima.

## História
Esta ponte no Estreito de Naruto era já um desejo das pessoas da área em 1914, tendo até propostas de construção sido apresentadas na Câmara dos Representantes por políticos locais. Porém, naquele momento a tecnologia não permitia o feito.

Por fim, foi iniciada a construção em 1976. Originalmente concebida como ponte ferroviária, foi como ponte ferroviária combinada no plano básico de 1973 que foi aprovada. Quando o início da construção foi determinado em 1975 ficou definido "prosseguir com a preparação de vários fatores na política convencional", sendo construído pela norma.

### Cronologia
- - 1973: O plano básico é indicado para construção da ponte Honshu-Shikoku.
  - 1973: Indicação do início da construção adiada de Ministro da Construção é emitido para cada município.
  - 1976: Cerimônia é realizada.
  - 1977: Iniciam-se os trabalhos de escavação.
  - 1979: Moldura de ancoragem.
  - 1980: A celebração lado da torre principal de pé de fórmula pilar.
  - 1981: Fechamento torre principal.
  - 1981: Festival de oração em segurança dos trabalhos de instalação do cabo é realizada.
  - 1985: 17.200 pessoas em caminhada atravessaram a grande Ponte Naruto.
  - 1985: Celebração da festa de abertura.
  - 1985: O volume total de tráfego desde o início do serviço ultrapassou 100 milhões de unidades.
  - 2005: Realizados eventos para comemoração do 20* aniversário da Grande Ponte Naruto.

## Nos dias de hoje

### Volume de tráfego
Em 2010 o volume de tráfego anual da Grande Ponte Naruto foi de cerca de 8,6 milhões de unidades, sendo o volume de tráfego médio por dia de 23.569 unidades. Em 1985, na inauguração da ponte, o volume de tráfego médio diário era de 7.853 veículos.
Em 14 de março de 2015 foi feita uma junção com a auto-estrada Tokushima.

### Finalidade de uso
A ponte é mais usada a fim de mover-se entre Honshu e Shikoku, Awaji ilha sul (Minami-Awaji, Sumoto), em questão de fazer compras ou ir ao hospital, passeios, para Ilha da Prefeitura de Tokushima etc. Além disso, muitos ônibus trafegam pelo local, como um barramento de alta velocidade que liga a Kansai e Shikoku ao redor.

## Em séries de animação
A Ponte ficou mundialmente conhecida após aparecer no mangá e anime Naruto, onde uma ponte recém construída recebe o nome do jovem protagonista, que se chama Naruto.